# 쿠르트 헨젤라이트
쿠르트 헨젤라이트(영어: Kurt Henseleit) (1908년–1973년)는 한스 크렙스의 학생이자 조수였다. 쿠르트 헨젤라이트와 한스 크렙스는 요소 회로(크렙스-헨젤라이트 회로라고도 함)를 발견하고 크렙스-헨젤라이트 용액을 개발했다.